# Jacques-Antoine Gau
Pour les articles homonymes, voir Gau.
Jacques-Antoine Gau, né le 25 octobre 1930 à Puy-l'Évêque (Lot) et mort le 29 mai 1981 à Voiron (Isère), est un homme politique français.

## Biographie

### Président de la MNEF
Jacques Antoine Gau est le fils de Paul Gau et de Renée Gau (née Castel). Il effectue ses études secondaires au Lycée Eugène Fromentin de La Rochelle.
C'est d'abord dans l'activité mutualiste que Jacques-Antoine Gau s'engage, alors qu'il étudie le droit à Poitiers. Il est d'abord président de la section de son université de la MNEF à Poitiers. Ses études le mènent à Nantes puis Paris. Il devient secrétaire adjoint de la MNEF au niveau national. Il occupe ensuite le poste de vice-président national de cette mutuelle en 1952, puis président de 1955 à 1956,,. En parallèle de ces responsabilités, il continue ses études et soutient sa thèse en 1960 avec comme sujet la sécurité sociale étudiante.

### Construction du Parti Socialiste
Membre du parti socialiste SFIO dès 1956 en signant à la 5esection de la fédération de la Seine, il suit la minorité dans la scission qui donne naissance en 1959 au Parti socialiste autonome, et devient un des fondateurs, l'année suivante du Parti socialiste unifié, mais n'y reste que deux ans,,.
Il devient directeur adjoint de l'UNEDIC (1959-1973) après l'obtention de son doctorat en droit (il est aussi licencié ès-Lettres de Philosophie),,. Il est membre du club Horizon 80, membre du comité national de ce club au moment de la campagne en faveur de la candidature de Gaston Defferre à l'élection présidentielle,. Il participe ensuite à l'Union des clubs pour le renouveau de la gauche (UCRG), fondée par Alain Savary dont il est un des proches, et occupe les fonctions de secrétaire général de cette organisation de 1966 à 1968,.
À ce titre, il est membre du bureau exécutif de la FGDS dès sa création, en 1966 et lors de la récomposition de celui-ci en 1968. Il est membre du comité directeur du « nouveau » Parti socialiste après le congrès d'Alfortville de 1969, qui voit la fusion de l'UCRG et de la SFIO,. Il participe au comité directeur du PS et en janvier 1970 se retrouve responsable du groupe «Vie urbaine et logement». Il est au Bureau national du PS constitué au congrès d'Epinay, au titre du courant mené par Savary.

### Député socialiste
Tout nouveau député, élu dans l'Isère après un "parachutage", il entre au secrétariat national en 1973, où il  est chargé des relations avec le Parlement, après la réconciliation entre les «savaristes» et François Mitterrand au congrès de Grenoble. A l'assemblée nationale, il fait partie des figures essentielles dans l'obtention du remboursement par la Sécurité sociale des moyens de contraceptions et dans l'appui à la loi Veil pour le droit à l'avortement.
Il devient vice-président du Conseil Régional Rhône-Alpes en 1975. Il est ensuite délégué national à l'agriculture (1975-1977) et enfin à la santé et la sécurité sociale (1977-1978).
Il participe d'ailleurs à la création de la société Urba, qui sera quelques années après son décès, utilisée comme vecteur de financement illégal par le PS.

### Maire de Voiron
En 1977, il fait partie de la vague des jeunes élus socialistes qui conquièrent des municipalités, en étant élu maire de Voiron,.
Réélu député en 1978, il devient président du groupe socialiste à l'Assemblée nationale et vice-président de cette assemblée d'avril 1979 à avril 1980. Bien que n'étant pas un «mitterrandiste» historique, François Mitterrand le prend dans son équipe de la campagne présidentielle de 1981. Il décède brutalement, quelques jours après l'élection de François Mitterrand à la Présidence de la République, pendant la campagne électorale des législatives,.
Jacques-Antoine Gau, marié à Lucette Denise Horassius a eu 5 enfants. Ses obsèques se sont déroulées en l'église Saint-Bruno de Voiron en présence de plusieurs milliers de personnes dont les trois ministres Louis Mermaz, Michel Rocard et Jean-Pierre Cot, du préfet de l'Isère M. Aurousseau et de nombreuses personnalités politiques dont Gisèle Halimi et Hubert Dubedout (maire de Grenoble).
Après sa mort, son nom est donné à une place de Voiron.
Son frère, Jean-Paul Gau fut maire des Abrets de 1992 à 2008 et président de la communauté de communes La Chaîne des Tisserands en 2001.

## Détail des fonctions et des mandats

### Mandats locaux
- 1977 - 29 mai 1981 : maire de Voiron.
- Conseiller régional de Rhône-Alpes.

### Mandats parlementaires
- 11 mars 1973 - 2 avril 1978 : député de la 4e circonscription de l'Isère[1].
- 19 mars 1978 - 22 mai 1981 : député de la 4e circonscription de l'Isère[1].

## Publications
- Jacques-Antoine Gau (préf. Paul Durand), Le régime de sécurité sociale des étudiants, Paris, Librairie générale de droit et de jurisprudence, coll. « Bibliothèque d'ouvrages de droit social », 1960, 367 p.
- Simone Veil, Jacques Antoine Gau, Hélène Missoffe et Lola Caul-Futy (éditeur scientifique), L'Interruption volontaire de grossesse, novembre-décembre 1974 : débats historiques [à] l'Assemblée nationale, Frémeaux & Associés, 2011